# Nairoviridae
Famille
Espèces de rang inférieur
- Norwavirus
- Ocetevirus
- Orthonairovirus
- Sabavirus
- Shaspivirus
- Striwavirus
- Xinspivirus

Les Nairovirus ou Nairoviridae sont une famille de virus de l'ordre des Bunyavirales. 
Le nom provient de la maladie des moutons de Nairobi (Nairobi Sheep Disease) qui provoque une fièvre hémorragique aigüe associée à une gastroentérite chez les chèvres et les moutons.
Les Nairovirus sont transmis par les tiques, dures (Ixodidae) ou molles (Argasidae).
L'espèce type est le virus de Dugbe.
Quelques virus de la famille des Nairoviridae sont responsables de maladies graves et létales chez l'humain, notamment la Fièvre Congo-Crimée.
En 2020, l'ICTV recense 7 genres de Nairoviridae (dont 6 monospécifiques et 41 espèces d'Orthonairovirus) : cf. Infobox.
N.B. Nairovirus a par le passé été présenté comme un genre de l'ancienne famille des Bunyaviridae, l'actuel ordre des Bunyavirales.